# Schwarzes Prisma
Schwarzes Prisma ist der erste von fünf Romanen (in der deutschen Übersetzung sind es sieben) in der High-Fantasy-Saga Lichtbringer des US-amerikanischen Autors Brent Weeks. Er wurde erstmals 2010 veröffentlicht. Auf Deutsch ist der Roman in der Übersetzung durch Hans Link 2011 bei Blanvalet erschienen. Er erzählt die Geschichte vom "Prisma" Gavin Guile, dem mächtigsten Menschen der Welt, der gegen einen Aufstand eines selbsternannten Königs kämpft. Das Buch wird vom Autor als "eine Geschichte von normalen Brüdern beschrieben, die sich in außergewöhnlichen Umständen befinden", und berührt Themen wie Konflikte, Ressentiments und Liebe.

## Hintergrund
Schwarzes Prisma spielt in einem vorindustriellen Fantasy-Milieu, wenn auch fortschrittlicher als die meisten anderen, mit Schießpulverwaffen und dem weit verbreiteten Einsatz einfacher Maschinen wie Riemenscheiben und Zahnrädern. Die Geschichte spielt in den "sieben Satrapien", sieben halbautonomen Ländern, die ein großes Meer umgeben; jede Satrapie wird von einem Satrapen regiert. Satrapien haben beträchtliche Unabhängigkeit, sind aber unter der losen Kontrolle einer föderalistischen Zentralregierung: der Chromeria. Die Chromeria ist auch der Bildungs- und Regulierungssitz für die Farbmagie, auf der die Serie basiert.
Der herrschende Rat besteht aus sieben „Farben“, die im Wesentlichen Vertreter jeder Satrapie, des Weißen und des Prismas sind. Die Serie basiert auf dem magischen Prinzip der Chromaturgie, bei der Licht genutzt wird, um „Luxin“ zu erschaffen. Das Prisma muss nicht nur Magie jeder Farbe verwenden können, sondern auch in der Lage sein, "Licht zu spalten", sodass es Magie effizienter einsetzen kann als normale Magier. Ein normaler Magier wird „Wandler“ genannt, ein Wandler kann so lange wandeln, bis sich genügend Luxin-Rückstände in den Augen des Wandlers ansammeln, um in das Weiß des Auges einzubrechen, auch bekannt als „Brechen des Halo“. An diesem Punkt werden sie verrückt und versuchen, Luxin in ihren eigenen Körper zu integrieren. Kreaturen wie diese werden als Wichte bezeichnet und mit extremen Vorurteilen von den Chromeria, oft durch das Prisma, getötet.
Ein Prisma repräsentiert den Gott Orholam, von dem angenommen wird, dass er seinem Auserwählten zusätzliche magische Kraft verleiht. Die Fähigkeiten, die zeremonielle Autorität, der Status und der von Chromeria gesponserte Schutz eines Prismas ermöglichen ihm viel persönliche Entscheidungsfreiheit; in Friedenszeiten hat er jedoch die geringste offizielle Regierungsmacht, diese Rolle fällt den "Weißen" zu, einem nicht-entwurflichen Herrscher, der über den größten Teil der politischen Politik der Chromeria entscheidet. Prismen sterben normalerweise (oder beginnen ihre Farbe zu verlieren) nach ihrem 7., 14. oder 21. Dienstjahr.
Nur eine Person pro Generation soll ein „Vollspektrum-Polychromat“ sein; Die beiden Guile-Brüder Gavin und Dazen zeigen jedoch die gleichen Fähigkeiten. Gavin, der ältere Bruder, wurde schon in jungen Jahren von Andross Guile, ihrem Vater und ihrer Spektralfarbe, als Prisma erzogen. Nachdem Dazen das Anwesen der Familie Weißeiche niederbrennt und damit die Familie samt ihren Hausangestellten und Sklaven auslöscht, wird er von der Chromeria gesucht. Die Feinde der Chromeria machen schnell gemeinsame Sache mit ihm, und der daraus resultierende Krieg ist kurz, aber blutig. Bei den geteilten Felsen, in der Satrapie Tyrea, vernichtet Gavin seinen Bruder, woraufhin Dazens General Corvan Danavis sich ergibt. Tyrea war verwüstet, fast alle Männer wurden getötet und sein fruchtbares Ackerland zerstört.

## Handlung
Sechzehn Jahre nach dem Krieg erhält das Prisma eine Nachricht von einer Frau, die behauptet, "Lina" zu sein, die ihn anweist, seinen mittlerweile 15-jährigen Sohn am anderen Ende der Welt in Tyrea zu treffen. Er hatte bis zu diesem Zeitpunkt nichts von der Existenz seines Sohnes gewusst. Dieses Kind wurde gezeugt, als Gavin mit Karris Weißeiche verlobt war, einem Mitglied seiner Schwarzen Garde, der elitärsten Militärmacht der Welt. Die Weiße schickte Karris nach Garriston, Tyreas Hauptstadt, um die Armee ihrer Satrape auszuspionieren. Sie gibt Karris eine Notiz über Gavins Untreue, die Karris erst nach dem Verlassen der Chromeria lesen soll. Gavin wird an einen anderen Ort geschickt, um die beiden getrennt zu halten, beschließt jedoch, Karris selbst nach Garriston zu bringen, bevor sie die Notiz lesen kann, und nutzt ein Transportmittel, das niemand sonst für möglich hält: Einen magisch unterstützten Flug über den Ozean. Auf diese Weise können sie Tyrea in Stunden betreten, anstatt in einem Monat, wie es sonst erwartet wird.
Als sie näher kommen, sieht Karris Rauch und führt sie in die ehemalige Stadt Rekton, die von tyreanischen Soldaten bis auf die Grundmauern niedergebrannt wurde. Sie kommen gerade rechtzeitig, um einen Teenager vor der Hinrichtung zu retten und dabei mehrere Leibwächter des Satrapen zu töten. Gavin wird dann von dem wütenden Satrapen selbst konfrontiert, der sich als König Garadul und seine Satrapie als eine echte unabhängige Nation bezeichnet. Die Stadt wurde auf seinen Befehl niedergebrannt, weil die Einwohner sich weigerten, Abgaben zu zahlen.
Tyreaner werden außerhalb von Tyrea mit wenig Respekt behandelt und haben keine wahre Farbe im Spektrum. Garriston, der einzige Hafen des Landes, wird abwechselnd von den anderen Satrapien besetzt. König Garadul plant, den Marsch seiner einberufenen Armee nach Garriston fortzusetzen und sie einzunehmen und von dort aus die Herrschaft der Chromeria über die Welt zu brechen.
Es stellt sich heraus, dass das Kind Gavins Sohn Kip ist. Nach einigen Debatten, hitzigen Worten und Todesdrohungen dürfen Kip und das Prisma gemeinsam gehen. Der König nimmt Kip jedoch eine Schachtel ab, die Kip angeblich gestohlen hat. Die Schachtel enthält einen weißen Dolch, der Kip von seiner sterbenden Mutter gegeben wurde, die ihn – durch Flüche und Beschimpfungen – dazu brachte, ihm zu versprechen, den Verantwortlichen für ihren Tod zu töten.
Abgesehen von all dem liest Karris die Notiz, die ihr von der Weißen gegeben wurde, und ist verärgert über Gavins Verrat, seine Lügen darüber, als er ihre Verlobung brach, und die Versuche der Weißen, sie zu manipulieren, um ihm zu vergeben. Aus diesem Grund lehnt sie schließlich Gavins Hilfsangebot für den Rest des Weges nach Garriston ab und entscheidet sich dafür, Rekton zu erkunden, während Gavin Kip zurück zur Chromeria bringt. Sie trifft Corvan Danavis, Kips Tutor und ehemaligen General von Dazen Guiles Armee. Sie wird schließlich von König Garadul gefangen genommen, während Corvan nach Garriston weiterfährt.
Kip wird mit Hilfe von Gavin in das Aufnahmetest-Programm der schwarzen Garde aufgenommen. Liv unterrichtet Kip, weil Gavin ihr einen Gefallen erweisen will, wenn sie sie Kip hilft, da sie die einzigen Tyreaner in der Chromeria sind. Dann betritt Gavin ein tief in der Chromeria verstecktes Gefängnis, das seinen Bruder enthält, den er heimlich in eine Zelle gesperrt hat, in der nur blaues Luxin eingezogen werden kann. Dann stellt sich heraus, dass das Prisma tatsächlich Dazen ist, da er die Identität seines älteren Bruders Gavin gestohlen hat. Als Dazen nach dem Krieg zu Gavin wurde, beschloss er, Gavins vorherige Verlobung mit Karris trotz seiner eigenen Gefühle Karris gegenüber abzubrechen und jegliche Affären leugnen. Das Prisma befragt seinen Bruder über Kip und den Dolch, den Kip von seiner Mutter erhalten hat. Dann trifft er sich mit seinem Vater Andross Guile, um über Tyrea zu sprechen. Als er die Kiste erwähnt, die Garadul Kip abgenommen hat, fragt Andross sofort, ob es sich um "das weiße Luxin" handelt, eine angeblich mythische Substanz. Sein Bruder Gavin war sich dessen ebenfalls bewusst, und Andross – der nicht wusste, dass Dazen nicht Gavin ist – nimmt an, dass er weiß, was es ist. Andross Guile befiehlt seinem Sohn, Garaduls Armeen zu besiegen, aber um jeden Preis den Dolch zurückzuholen.
Kip, das Prisma, Eisenfaust und Liv machen sich auf den Weg nach Tyrea, um Garriston gegen Garaduls Armeen zu verteidigen und versenken auf dem Weg mehrere Piraten. Corvan erreicht Garriston ungefähr zu dieser Zeit und erklärt sich bereit, die Verteidigung der Stadt anzuführen. Trotz ihrer Freundschaft müssen das Prisma und Corvan so tun, als würden sie einander zutiefst hassen und misstrauen. Liv befragt ihren Vater dazu, aber er weigert sich, ihr die Wahrheit zu sagen. Sie nimmt an, dass das Prisma ihn unter Androhung von Livs Tod erpresst und schwört im Stillen, ihn bezahlen zu lassen.
Liv und Kip entschließen sich, Karris aus Garaduls Gefangenschaft zu befreien. Eisenfaust reist einige Stunden später hinterher, um für ihr Überleben zu sorgen. Liv infiltriert Garaduls Truppen erfolgreich, während Kip erkannt und gefangen genommen wird, jedoch nicht bevor er zum ersten Mal Infrarot wandelt. Karris wird unterdessen zu Lord Omnichrome gebracht, einem Farbwicht, der Garaduls Wandler anführt. Sie erkennt ihn als ihren Bruder Koios, der vor dem Krieg scheinbar von Dazen in Notwehr getötet wurde.
Eisenfaust hilft Karris und Kip bei der Flucht, und beide verfolgen Garadul direkt. Kip sieht, wie Lord Omnichrome Zymun (ein roter Wandler, den Kip seit Rekton niedergebrannt wurde kennt) die Palisanderschachtel seiner Mutter gibt, aber Kip beschließt, Karris zu helfen. Omnichrome spielt mit Livs Ekel gegenüber dem Prisma und der Chromeria und überredet Liv, sich seiner Sache anzuschließen. Sie stimmt zu, um Kip und Karris zu helfen. Omnichrome beabsichtigt, Garadul zu töten, also versuchen Corvan und Dazen, ihn zu retten. Sie sind erfolglos; Kip tötet ihn, als er sich in einen "grünen Golem" verwandelt, bevor er aufgehalten werden kann.
Kip, Karris und Corvan ziehen sich zusammen mit dem Prisma in die Docks zurück. Kip rettet Eisenfaust das Leben, bevor er das Schiff verfolgt, das bereits das Dock verlassen hat. Als Kip über das Wasser rennt, sieht er, wie jemand mit dem Dolch auf das Prisma von hinten einsticht und wirft den Attentäter vom Schiff. Er holt den Dolch zurück und überlässt den Attentäter den Haien, bevor er mit dem Schiff des Prismas entkommt.
Das Prisma gibt Kip die Kiste und denkt, der Dolch sei verloren. Darin findet Kip eine Notiz von seiner Mutter, die ihm sagt, er solle "den Mann, der mich vergewaltigt hat, Gavin Guile", töten und dass sie ihn liebt. Einer der klaren diamantähnlichen Steine auf dem Dolchgriff ist jetzt ein saphirfarbener Stein. Ungefähr zu dieser Zeit entkommt der echte Gavin aus seinem blauen Luxin-Gefängnis, nachdem er sich fast umgebracht hat, nur um sich in einem identischen grünen Luxin-Gefängnis wiederzufinden. Das Buch endet, als Dazen, der Gavin für die Welt ist, entdeckt, dass er kein Blau mehr zeichnen kann.

## Chromaturgie
Chromaturgie ist die Kunst, Licht zu nutzen und daraus eine Substanz namens Luxin zu schaffen. Sie ist die Grundlage des Magiesystems der Saga. Luxin kann viele verschiedene Schattierungen aus dem sichtbaren Spektrum und dem nicht Sichtbaren annehmen und an beiden Enden davon (was wir Infrarot und Ultraviolett nennen würden), hat jede Farbe ihre eigenen einzigartigen Eigenschaften.
Menschen, die Luxin verwenden, werden Wandler genannt. Die meisten Wandler können nur eine einzige Farbe des Lichtspektrums in Luxin wandeln und werden als "Monochromaten" bezeichnet. Mächtigere Wandler, bekannt als "Bichromaten", können zwei Luxin-Farben verwenden, und Leute, die drei oder mehr Farben verwenden können, werden als "Polychromaten" bezeichnet. Polychromaten sind die begehrtesten Wandler für jede Satrapien-Armee. Um als Wandler in einer bestimmten Farbe angesehen zu werden, muss der Wandler in der Lage sein, das solide, stabile Luxin dieser Farbe zu wandeln: Karris Weißeiche, die Grün, Rot und Infrarot wandeln kann, wird nur als Bichromatin angesehen, da sie die stabile Form von Infrarot, die als "Feuerkristalle" bekannt ist, nicht wandeln kann. Um eine Farbe von Luxin zu wandeln, muss ein Wandler die Farbe irgendwo in seiner Umgebung sehen. Wenn die Farbe in ihrer unmittelbaren Umgebung nicht verfügbar ist, umgehen die meisten Wandler dies, indem sie eine farbige Brille tragen, um ihre Farbe aus weißem (natürlichem) Licht herauszufiltern können.
Luxin ist tief mit dem irdischen Energiefluss verbunden, und ein weltweites Ungleichgewicht bei der Verwendung von Luxin-Farben kann zu Naturkatastrophen führen. In den meisten Fällen ist der Luxin-Flow selbstregulierend, aber gelegentlich muss er durch vermehrte Verwendung bestimmter Luxin-Farben ausgeglichen werden. In den meisten Fällen wird dies vom Prisma erreicht, einem religiösen Führer und politischen Aushängeschild, der als Kaiser über die Sieben Satrapien herrscht, obwohl seine politische Macht bestenfalls zeremoniell ist. Das Prisma kann jede Farbe von Luxin wandeln und benötigt keine farbige Brille, da er die einzigartige Fähigkeit besitzt, weißes Licht in seine Komponentenfarben zu spalten.

### Superchromat
Superchromaten haben ein extrem scharfes Sehvermögen, wenn es um Farben geht. Das Gegenteil von denen, die Subchromaten (Farbenblind) sind, können Superchromate die winzigen Veränderungen in den Schattierungen zwischen den Farben sehen, die die meisten Leute für die gleiche Farbe halten würden. Dies ist für Wandler äußerst hilfreich, da verschiedene Luxin-Farben unterschiedliche Eigenschaften haben, sogar innerhalb derselben Farbe, wobei gelbes Luxin ein Paradebeispiel ist. Die Hälfte aller weiblichen Wandler sind Superchromaten, mit nur 10 männlichen Superchromaten in der gesamten Chromeria.

### Farbwicht
Wandler können in ihrem Leben nur begrenzt viel wandeln. Je mehr sie wandeln, desto mehr verändert das Luxin, das ihren Körper durchströmt, sie. Wandeln schadet nicht nur dem Körper, sondern wirkt sich auch auf den Geist aus. Wenn ein Wandler Luxin verwendet, sammeln sich kleine Mengen davon im Auge um die Iris herum an. Dieses Luxinband wird Halo genannt, und daraus lässt sich die verbleibende Lebensdauer eines Wandlers ableiten. Wenn ein Wandler zu viel Luxin verwendet, füllt sich die Iris mit Luxin und jedes weitere wandeln führt dazu, dass er "den Halo bricht". Dies bedeutet, dass das Luxinband bricht und sich in das Weiße des Auges ausbreitet. Sobald dies geschieht, gilt der Wandler als Farbwicht.
Ein Farbwicht zu werden, ist für den Wandler der Beginn eines Abstiegs in den Wahnsinn. Das geschieht nach und nach im Laufe der Zeit, das Farbgewicht wird dem Einfluss der psychologischen Einflüsse seiner Entwurfsfarbe unterliegen; blaue Wandler werden hart und logisch, Grüne werden wild und Rote werden zu Wutgeschöpfen. Farbwichte verwandeln ihre Körper oft auch ihrem Luxin passend, indem sie ihre Körperteile mit versiegeltem Luxin beschichten oder sogar ersetzen. Farbwichte gelten als Wahnsinnige und Monster, Ausgestoßene aus der Gesellschaft und werden fast immer gejagt. Diejenigen, die Orholam verehren, glauben auch, dass es auch der eigenen Seele schadet, ein Farbwicht zu werden.
Wenn ein Wandler vermeiden möchte, ein Wicht zu werden, muss er entweder mit dem Wandeln aufhören, sobald seine Halos voll sind, oder sich der "Befreiung" unterwerfen. Für die meisten Wandler ist das Wandeln nicht nur eine Lebenseinstellung, es ist ihr Leben, und deshalb entscheiden sich die meisten Wandler dafür, befreit zu werden. Die Befreiung findet nur einmal im Jahr statt, am heiligen Tag, der als Sonnentag bekannt ist. Es ist ein vom Prisma durchgeführtes Ritual, bestehend aus einem Abschiedsfest, einer der Beichte ähnlichen Situation und einem rituellen Opfer. Das Opfer ist der Wandler selbst. Er wird vom Prisma erstochen.

### Luxin
Die Magie der Lightbringer-Serie wie im Blog des Autors beschrieben:

“When a candle burns, a physical substance (wax) is transformed into light. Chromaturgy in The Black Prism is the inverse: A drafter transforms light into a physical substance (luxin). Each different color of luxin has its own strength, weight, and even smell: blue luxin is hard, red is gooey, yellow is liquid, etc. But even as drafters change the world, the luxin changes them too, physically, mentally, and emotionally. The color change of a drafter's eyes is only the beginning…”

„Wenn eine Kerze brennt, wird eine physikalische Substanz (Wachs) in Licht umgewandelt. Die Chromaturgie in Schwarzes Prisma ist das Gegenteil: Ein Wandler verwandelt Licht in eine physikalische Substanz (Luxin). Jede Farbe von Luxin hat ihre eigene Stärke, ihr eigenes Gewicht und sogar ihren eigenen Geruch: blaues Luxin ist hart, rot ist klebrig, gelb ist flüssig usw. Aber selbst wenn Wandler die Welt verändern kann, verändert Luxin sie auch physisch, mental, und emotional. Der Farbwechsel der Augen eines Wandlers ist nur der Anfang…“

Blau

Blaues Luxin ist hart, stark und glatt. Es kann für alles verwendet werden, von der Erstellung großer Strukturen bis hin zu Rüstungen oder Klingenwaffen oder Projektilen. Das tiefste Blau ist Violett. Blaue sind geordnet, neugierig und stets rational. Struktur, Regeln und Hierarchie sind dem Blauen wichtig.
Grün

Grünes Luxin ist federnd und flexibel. Die Einsatzmöglichkeiten sind so vielfältig wie der Wandler kreativ ist: von Möbeln über Geschosse über Schilde bis hin zu den Wurfwaffen von Kriegsmaschinen. Grüne sind wild und frei. Sie missachten Autoritäten nicht, sondern erkennen sie nicht einmal an.
Gelb

Gelbes Luxin ist meistens eine Flüssigkeit, die ihre Energie schnell wieder an Licht abgibt und so als Taschenlampe oder Auslöser zum Entzünden von brennbaren Materialien oder Sprengstoffen verwendet werden kann. Gelb nährt andere Luxine und verlängert die Haltbarkeit von Luxin-Strukturen oder -Werkzeugen. Wie Wasser, das zu Eis wird, verliert Gelb, wenn es perfekt gezogen wird, seine Liquidität und wird zum härtesten Luxin von allen. Gelbe neigen dazu, klare Denker zu sein, Intellekt und Emotionen in perfekter Balance.
Orange

Oranges Luxin ist glatt, schmierend und schwer. Es wird oft in Verbindung mit Maschinen und Fallen verwendet. Orange sind oft Künstler, brillant darin, die Emotionen und Motivationen anderer Menschen zu verstehen. Einige nutzen dies, um Erwartungen zu trotzen oder zu übertreffen. Andere werden zu Meistermanipulatoren. Orange Wandler sind auch in der Lage, Zauber zu wirken, die die Emotionen anderer verändern.
Rot

Rotes Luxin ist klebrig und extrem entzündlich. Rote arbeiten oft mit Infrarottönen oder mit alltäglichen Werkzeugen, um Bomben zu bauen. Ihre Fähigkeiten werden im Krieg mit katastrophaler Wirkung eingesetzt. Rote sind aufbrausend, impulsiv, lustvoll und lieben die Zerstörung.
Infrarot

Indem sie ihre Augen vollständig weiten, können Infrarote Wärme sehen, sodass sie (bis zu einem gewissen Grad) im Dunkeln sehen können. Sie können die Wärme ihrer Umgebung entziehen, um starke Hitze zu überstehen und Flammenkristalle zu erzeugen, die sich an der Luft in Feuer verwandeln. Infrarote sind in jeder Hinsicht leidenschaftlich, die emotionalsten aller Wandler.
Ultraviolett

Ultraviolettes Luxin besteht aus Wellenlängen, die kürzer sind, als die meisten menschlichen Augen sehen können, und ist außer für ultraviolette Wandler unsichtbar – und das nur, wenn sie sich darauf konzentrieren. Solide, aber nicht so stark wie Blau oder Grün, Ultraviolett ist das subtilste Luxin. Ultraviolette werden für die Kryptographie, das Erstellen unsichtbarer Wände und Fallen und das Markieren von Zielen auf dem Schlachtfeld verwendet. Sie schätzen Ironie und Sarkasmus und sind manchmal Gefühlskalt.
Weiß

Weißes Luxin ist ein mythisches Luxin, das viele versucht haben, zu wandeln, obwohl nur drei Leute dafür bekannt sind, es benutzt zu haben. Der Hersteller der blendenden Klinge (Unbekannt), dann das Prisma Gavin (Dazen in Verkleidung) Guile und als drittes Kip Guile. Gavin (Dazen) entwarf weißes Luxin in der Schlacht um Garriston, während er versuchte, eine Lücke in der Leuchtwassermauer zu schließen. Er wird sofort ohnmächtig und Hauptmann Eisenfaust rettet ihn. Hauptmann Eisenfaust präsentiert später der Weißen Orea Pullawr das weiße Luxin und erklärt, dass das Prisma es während des Kampfes benutzt habe. Seine Qualitäten und die Qualitäten derer, die es wandeln, sind unbekannt, allerdings wird beschrieben, dass man es nur wandeln kann, wenn man "das tut, wofür man bestimmt ist".
Schwarz

Schwarzes Luxin ist Wahnsinn in Luxinform, es hat seinen eigenen Willen und verursacht den Seelentod bei denen, die es wandeln. Totes schwarzes Luxin ist auch als Obsidian bekannt, der wiederum auch als Höllenstein. Es wurde gemutmaßt, dass schwarzes Luxin andere Luxine auf eine Weise verschlingen kann, die effektiver ist als Obsidian, jedoch ist unbekannt, ob dies auch für weißes Luxin gilt. Schwarzes Luxin wird darüber hinaus auch dafür verwendet, Menschen zu kontrollieren, bzw. einzelne Verhalten mit dem Tod zu "strafen". Dazen, Guile und der Weiße König sind die einzigen bekannten Wandler von schwarzem Luxin, jedoch gab es aufgrund der Anwesenheit von Höllenstein und Obsidian eindeutig frühere Wandler. Dazen wandelt schwarzes Luxin nach seinem ersten Sonnentag als Prisma oder im Kampf gegen seinen Bruder. 
Paryl

Durch die Erweiterung der Pupillen so weit, dass das Weiße der Augen verschwindet, können Wandler in Paryl sehen. Paryl ähnelt Millimeterwellen im elektromagnetischen Spektrum. Paryl-Wandler haben die Fähigkeit, durch Objekte zu sehen, es sei denn, sie sind aus Metall, da Paryl Materie bis zu einer bestimmten Tiefe durchdringen kann. Paryl wird am häufigsten in einem Gas oder einer "Parylfackel" gezogen, es ist jedoch möglich, eine Flüssigkeit oder sogar einen Feststoff zu erzeugen. Passend zum emotionalen Spektrum haben Paryl-Wandler bei der Verwendung von Paryl ein sehr starkes Einfühlungsvermögen gegenüber anderen, bei manchen Personen kann dies sogar dazu führen, dass sie die einzelnen Farben im Spektrum sogar fühlen (wenn das Licht in direktem Kontakt mit ihrer Haut ist (am besten dann)).
Chi

Über Chi Luxin ist derzeit fast nichts bekannt, aber es wird im dritten Buch von einem Mitglied des Ordens des Gebrochenen Auges erwähnt. In Düsterer Ruhm wird Chi im Spektrum als jenseits des Ultravioletts beschrieben, so wie sich Paryl hinter Infrarot befindet. Ebenso kann Chi eingezogen werden, um Paryl auszugleichen. Chi kann dazu verwendet werden, Licht besonders weit zu werfen. Die Hüterin der Flamme nutzt so beispielsweise den Chi-Saatskristall, um Nachrichten über ein großes Spiegel-Netz zu senden. Die Verwendung von Chi ist im vierten Buch noch nicht für seinen funktionalen Zweck erforscht, obwohl gezeigt wird, dass es Knochen und Metall aufdeckt. Daher wird stark impliziert, dass Chi (der griechische Buchstabe X) Röntgenstrahlen entspricht, wie Paryl der Terahertz-Strahlung.
Potenziell, wenn auch unbestätigt, führt dies dazu, dass Tumore beim Benutzer wachsen. In einer Vision durch besondere Spielkarten hervorgerufen, durchlebt Kip die Erfahrungen einer Chi-Wandlerin. Diese fühlt sich als "faul" und nicht in der Lage, das Zeug anzufassen, und sagt, sie "konnte praktisch spüren, wie die Tumore bereits wachsen".

## Kritiken
Das Buch debütierte auf #23 der The New York Times Best Seller list.
Die Webseiten Grasping For The Wind, Fantasy Faction und King of the Nerds gaben dem Buch alle eine positive Kritik.
Publishers Weekly nannte Schwarzes Prisma eine „komplexe Fantasy“, die „bekanntes Terrain betritt“.
Im Jahr 2011 war Schwarzes Prisma Finalist für den David Gemmell Award für den besten Fantasy-Roman.

## Ausgaben
- The Black Prism. Orbit (US), 2010, ISBN 978-0-316-07555-8.
  - Schwarzes Prisma.  Blanvalet, 2011, ISBN 978-3-442-26816-0.